# Seleção Abecásia de Futebol
A Seleção Abecásia de Futebol é uma seleção de futebol que representa a Abecásia. Eles não são filiados a FIFA nem a UEFA, e portanto não podem disputar a Copa do Mundo nem o Campeonato da Europa. Eles disputaram a primeira Copa do Mundo ConIFA em 2014, e terminaram no oitavo lugar geral. Em 2016, a Abecásia foi campeã da Copa do Mundo CONIFA de 2016, que foi desputada na própria Abecásia.

## História

### Início da seleção
A equipe da Abecásia disputou sua primeira partida no dia 25 de setembro de 2012,  em Sucumi, contra a seleção de Artsaque. A partida terminou em 1 a 1.
Em dezembro de 2012, Djemal Gubaz, presidente da Federação Abecásia de Futebol, anunciou a criação de uma seleção nacional composta por jogadores locais que jogam na Abecásia e alguns que jogam no exterior.
A Abecásia perdeu seu primeiro jogo no dia 21 de outubro de 2012, uma derrota por 3 a 0 para Artsaque.
Em 2013, a seleção enfrentou a Ossétia do Sul e conseguiu sua primeira vitória, após vencer a partida por 3 a 0.

### Copa do Mundo CONIFA de 2014
Em 2014, a Abecásia participou da Copa do Mundo CONIFA de 2014. A seleção ficou no grupo B, junto com as seleções da Occitânia e da Lapônia, que sediava o torneio.
A primeira partida da seleção foi contra a Occitânia, o jogo terminou empatado em 1 a 1, com gols de Brice Martínez para a Occitânia e Gerome Hernandez para a Abecásia. No dia 2 de junho, a seleção Abecásia disputou seu segundo jogo, contra a Lapônia, o qual venceu por 2 a 1, com gols de Amal Vardania e Vladimir Arbun para a Abecásia e Jirijoonas Kanth, descontando para a Lapônia. A Abecásia terminou em primeiro no grupo com 4 pontos e avançou para a fase final.
Na fase final, a Abecásia enfrentou a Ossétia do Sul. O jogo terminou 0 a 0, mas a Abecásia acabou eliminada nos pênaltis. Com isso, a Abecásia foi disputar as partidas de colocação e perdeu as duas partidas, a primeira, nos pênaltis, contra a Padânia após um empate em 3 a 3, e a segunda contra a Occitânia, pelo placar de 1 a 0. Com isso, a Abecásia terminou em oitavo lugar.

### Copa Europeia CONIFA de 2015
Em 2015, a Abecásia foi convidada para participar da Copa Europeia CONIFA de 2015, no País Sículo (Hungria). A seleção, entretanto, foi impedida pela Federação Húngara de Futebol de participar do torneio, devido à protestos feitos pela embaixada e pela Federação Georgiana de Futebol. Além disso, a embaixada húngara em Moscou se recusou a emitir vistos para os jogadores da seleção.

### Copa do Mundo CONIFA de 2016
Em 2016, a Abecásia foi escolhida como sede da Copa do Mundo CONIFA de 2016, na qual viria a se sagrar campeã.
Na Copa do Mundo CONIFA de 2016, a Abecásia ficou no grupo A, junto com as seleções da Armênia Ocidental e do Arquipélago de Chagos. A seleção terminou em primeiro no grupo após vencer seus dois jogos (9 a 0 contra o Arquipélago de Chagos e 1 a 0 contra a Armênia Ocidental). Nas quartas de final, a equipe venceu a Lapônia por 2 a 0, avançando para a semifinal, onde derrotou o Chipre do Norte, novamente por 2 a 0, e avançou para a sua primeira final, que seria contra Panjabe. Ruslan Shoniya marcou para a Abecásia e Amar Purewal para Panjabe. Com isso, a partida foi para os pênaltis, onde a Abecásia venceu por 6 a 5 e se tornou campeã do torneio. Foi  a primeira grande conquista da seleção Abecásia. 

### Copa Europeia CONIFA de 2017
Em 2017, a CONIFA convidou a Abecásia para a Copa Europeia CONIFA de 2017, que seria disputada no Chipre do Norte. Seria a segunda edição do torneio.
No dia 2 de junho de 2017, o presidente da Abecásia, Raul Khadjimba, conheceu os jogadores e a comissão técnica da seleção da Abecásia.
No dia 5 de junho de 2017, a Abecásia estreou no torneio contra a Ossétia do Sul, a partida terminou com a vitória da Abecásia por 2 a 1. Em seguida, no dia 6 de junho, a Abecásia enfrentou a Transcarpátia, a partida terminou empatada em 2 a 2. No dia 7 de junho, a Abecásia enfrentou o Chipre do Norte, o jogo terminou empatado em 0 a 0. Com isso, a Abecásia avançou para a semifinal, onde enfrentou a Padânia, campeã europeia em 2015. A partida terminou 0 a 0, e, nos pênaltis, a equipe da Padânia venceu por 6 a 5. Com isso, no dia 10 de junho, a Abecásia disputou o terceiro lugar contra o País Sículo. A partida terminou com a vitória do País Sículo por 3 a 1. Com isso, a Abecásia ficou com o quarto lugar.

### Copa do Mundo CONIFA de 2018
Em 2018, a Abecásia se classificou para a Copa do Mundo CONIFA de 2018, que seria disputada em Londres. Foi a terceira participação da Abecásia na Copa do Mundo CONIFA.
A Abecásia estreou no torneio no dia 31 de maio de 2018, em uma partida contra o Tibete. O confronto terminou com a vitória da Abecásia por 3 a 0. Em seguida, no dia 2 de junho, a seleção enfrentou a Transcarpátia. A Abecásia acabou derrotada por 2 a 0. No dia 3 de junho, a Abecásia disputou sua última partida na fase de grupos, contra o Chipre do Norte. A partida terminou empatada em 2 a 2 e, com isso, a seleção Abecásia não conseguiu avançar para a fase final, indo disputar, ao invés disso, as partidas de colocação. No dia 5 de junho, a Abecásia venceu a primeira partida de colocação por 6 a 0 contra Tamil Eelam. Em seguida, no dia 7 de junho, a Abecásia disputou a segunda partida de colocação, que terminou com a vitória da Abecásia por 2 a 0 contra os Coreanos no Japão. Por fim, no dia 9 de junho, a Abecásia disputou a terceira partida de colocação contra a Cabília, e venceu por 2 a 0. Com isso, a seleção Abecásia terminou com a nona colocação.

### Copa Europeia CONIFA de 2019
Em 2019, a Abecásia se classificou para a Copa Europeia CONIFA de 2019, que seria disputada em Artsaque.
A Abecásia estreou no torneio no dia 2 de junho de 2019, enfrentando a Chameria. A partida terminou com a vitória da Abecásia por 3 a 1. Em seguida, no dia 3 de junho, a Abecásia enfrentou a Lapônia, e venceu a partida por 1 a 0. Por fim, no dia 4 de junho, a Abecásia enfrentou a seleção de Artsaque. A partida terminou empatada em 1 a 1. Ainda assim, a Abecásia se classificou para a semifinal em primeiro no grupo. Na semifinal, a Abecásia enfrentou a Armênia Ocidental e, após um empate em 1 a 1, acabou eliminada nos pênaltis. Com isso, a Abecásia foi disputar o terceiro lugar contra a Chameria. A partida acabou em 0 a 0, e, nos pênaltis, a Abecásia venceu por 5 a 4 e terminou o torneio com a terceira colocação.